# Ramonda latifrons
Ramonda latifrons är en tvåvingeart som först beskrevs av Zetterstedt 1844.  Ramonda latifrons ingår i släktet Ramonda, och familjen parasitflugor. Arten är reproducerande i Sverige.